# 突眼蝶屬
突眼蝶屬（學名：Torynesis）是蛺蝶科眼蝶亞科絡眼蝶族中的一個屬。物種分佈於南非和萊索托。幼蟲以禾本科扁芒草屬的植物作寄主。

## 物種
- 大突眼蝶 Torynesis magna
- 突眼蝶 Torynesis mintha
- 奧突眼蝶 Torynesis orangica
- 黑影突眼蝶 Torynesis pringlei